# Gitsfjället
Gitsfjället este o arie protejată (arie specială de conservare — SAC, sit de importanță comunitară — SCI, arie de protecție specială avifaunistică — SPA) din Suedia întinsă pe o suprafață de 40.132,7 ha, integral pe uscat.

## Localizare
Centrul sitului Gitsfjället este situat la coordonatele 64°50′11″N 15°30′48″E / 64.8363°N 15.5132°E.

## Înființare
Situl Gitsfjället a fost declarat sit de importanță comunitară în decembrie 1995 pentru a proteja 1 specie de plante și 24 de specii de animale. Alte tipuri de protecție:
- arie de protecție specială avifaunistică (în decembrie 1996)[2]
- arie specială de conservare (în decembrie 2009)[1][3][4]

## Biodiversitate
Situată în ecoregiunea alpină, aria protejată conține 17 habitate naturale: Pajiști aluvionare boreale nordice, Pajiști boreale și alpine pe substrat silicios, Turbării Aapa, Râuri de munte și vegetația erbacee de pe malurile acestora, Formațiuni pioniere alpine de Caricion bicoloris-atrofuscae, Tufărișuri subarctice cu Salix spp., Pajiști alpine și boreale, Lacuri și iazuri distrofice naturale, Taiga vestică, Mlaștini alcaline, Pante stâncoase silicioase cu vegetație casmofită, Grohotișuri silicioase de la nivelul montan până la nivelul zăpezii (Androsacetalia alpinae și Galeopsietalia ladani), Cursuri de apă de la nivel de câmpie la nivel montan, cu vegetație Ranunculion fluitantis și Callitricho-Batrachion, Păduri nordice subalpine/subarctice cu Betula pubescens ssp. czerepanovii, Mlaștini turboase de tranziție și turbării mișcătoare, Mlaștini împădurite, Păduri fino-scandinave bogate în ierburi cu Picea abies.
La baza desemnării sitului se află mai multe specii protejate:
- plante (1): Calamagrostis chalybaea
- păsări (22): minunița (Aegolius funereus), ciuf de câmp (Asio flammeus), cocoșul de mesteacăn (Bonasa bonasia), Charadrius morinellus, ciocănitoare neagră (Dryocopus martius), șoim de iarnă (Falco columbarius), Gallinago media, cufundar polar (Gavia arctica), cufundar mic (Gavia stellata), ciuvică (Glaucidium passerinum), cocor (Grus grus), gușă albastră (Luscinia svecica), bufniță polară (Nyctea scandiaca), vultur pescar (Pandion haliaetus), notatița cu ciocul subțire (Phalaropus lobatus), bătăuș (Philomachus pugnax), ciocănitoare de munte (Picoides tridactylus), ploier auriu (Pluvialis apricaria), Surnia ulula, cocoșul de mesteacăn (Tetrao tetrix tetrix),  cocoș de munte (Tetrao urogallus), fluierar de mlaștină (Tringa glareola)
- mamifere (2): gluton (Gulo gulo), râs eurasiatic (Lynx lynx)